# Торренс (річка)
Річка То́рренс (англ. Torrens; [ˈtɒrənz]) — найбільша річка Аделаїдських рівнин (Південна Австралія). Її довжина 85 км. Бере початок зі східного розлому гірського хребта Лофт, біля містечка Маунт0Плезант. Протікає через Аделаїдські рівнини та центр міста Аделаїда. Впадає в затоку Сент-Вінсент. Верхній плин річки та її басейн формують значну частину міських джерел водопостачання. Річка є одним з головних факторів заснування міста Аделаїда. Парк, що розташований на узбережжі, став символом міста.